# Donald Self
Donald Self, dit Don Self, est un personnage de la série télévisée américaine Prison Break, agent spécial au département de la Sécurité intérieure des États-Unis. Joué par Michael Rapaport, il recrute plusieurs protagonistes pour créer une équipe qui a pour but de détruire le Cartel.
Il ordonne pour cela le vol au Cartel d'un objet de grande valeur, appelé Scylla. Il pense qu'il s'agit du livre noir du Cartel, il s'agit en réalité de données ultra-secrètes sur de nouvelles technologies utilisées par ce dernier.
Donald Self est le chef de l'équipe nouvellement constituée par Michael Scofield, Lincoln Burrows, Alexander Mahone, Fernando Sucre, Brad Bellick, Sara Tancredi et un pirate informatique du nom de Roland Glenn. Self, pressé par sa hiérarchie et le Sénat, met la pression sur l'équipe pour qu'elle retrouve au plus vite les cartes Scylla ainsi que la planque ou Scylla est dissimulé. Il n'hésite pas a passer des accords avec Gretchen ou T-Bag pour s'assurer du bon déroulement des opérations.
Il apparaît plus tard que Don Self veut Scylla uniquement pour s'enrichir, l'objet valant plusieurs centaines de millions de dollars. Ainsi, vers le milieu de la saison, il trahit Michael Scofield et les autres, et s'enfuit avec Scylla. Mais il lui manque une pièce, que Michael a subtilisée et cachée dans l'entrepôt. Revenant la chercher avec Gretchen, il réussit à repartir avec. Il se fait toutefois voler Scylla par un homme de main qui la donne à Christina Scofield, la mère de Michael.
Pour berner les autorités, il utilise souvent cette réplique : « Don Self, sécurité du territoire. Restez calme. » Malgré le fait que cette réplique fonctionne souvent, il ne parvient jamais à ses fins.
Il se retrouve ensuite forcé de travailler avec le Cartel, qui menace de tuer sa femme, qui est depuis longtemps dans un état végétatif à cause d'un accident provoqué par Self lui-même alors qu'il était sous l'empire de l'alcool. Alors que Self travaille avec le Cartel, le Général, pour motiver ses troupes, fait tout de même exécuter la femme de Don Self. Ivre de colère, ce dernier réussit à renverser les agents du Général, et s'enfuit de l'appartement en effectuant un plongeon de plusieurs étages depuis l'appartement jusqu'à une marina. Il en ressort plus tard gravement blessé à la jambe, et est amené à l'hôpital.
Il est alors interrogé par des agents fédéraux sur l'emplacement des frères Scofield, et il coopère avec eux pour sauver sa vie. Mais un faux médecin envoyé par Christina Rose Scofield lui injecte un produit qui le place à son tour dans un état végétatif. Avant qu'il ne sombre totalement, les deux agents continuent de l'interroger sur l'emplacement de Michael et Lincoln. Don écrit alors sur un morceau de papier "Kiss my ass" (« Embrasse mon cul »), sauvant ainsi les deux frères et leurs compagnons de l'arrestation.
Dans le dernier épisode de la saison, on le voit dans un état végétatif dans une maison spécialisée, lors d'un résumé du futur de chaque personnage (en flashforward).